# Clayton Beddoes
Clayton Beddoes (* 10. November 1970 in Bentley, Alberta) ist ein ehemaliger kanadischer Eishockeyspieler und aktueller -trainer. Seit 2023 ist er als Assistenztrainer bei den Red Deer Rebels in der Western Hockey League (WHL) tätig. Der Center war in seiner Profikarriere von 1994 bis 2002 unter anderem für die Boston Bruins in der National Hockey League (NHL) sowie die Berlin Capitals, Adler Mannheim und Düsseldorfer EG in der Deutschen Eishockey Liga (DEL) aktiv. Von 2017 bis 2020 war er Trainer der italienischen Nationalmannschaft.

## Karriere
Nach Anfängen in der Alberta Junior Hockey League (AJHL) und Saskatchewan Junior Hockey League (SJHL) entschied sich Clayton Beddoes im Jahr 1990 für ein Studium an der Lake Superior State University, mit deren Eishockeyteam er vier Jahre lang am Spielbetrieb der National Collegiate Athletic Association (NCAA) teilnahm. In dieser Zeit nahm er mit dem Team Canada am Spengler Cup 1992 und gewann das Turnier. Nach seinem Studium, in dessen Verlauf er zweimal NCAA-Meister wurde, erhielt er, obwohl er nie bei einem NHL Entry Draft ausgewählt worden war, einen Vertrag bei den Boston Bruins aus der National Hockey League (NHL). Nachdem er die Saison 1994/95 ausschließlich bei den Providence Bruins, dem Farmteam in der American Hockey League (AHL), verbracht hatte, kam er in den folgenden beiden Jahren zu insgesamt 60 Einsätzen in der NHL. Im Jahr 1997 wurde sein Vertrag nicht mehr verlängert und der Center wechselte zu den Detroit Vipers in die International Hockey League (IHL).
Ein Jahr später entschied sich Beddoes, seine Karriere in Europa fortzusetzen. Dort verbrachte er jeweils eine Saison bei den Berlin Capitals, Adler Mannheim und der Düsseldorfer EG in der Deutschen Eishockey Liga (DEL). In insgesamt 127 DEL-Spielen sammelte er 74 Scorerpunkte. In der Saison 2001/02 absolvierte er fünf Partien für die Anchorage Aces in der West Coast Hockey League (WCHL) und 13 Spiele für den WSV Sterzing in der Serie A. Anschließend musste er seine Spielerkarriere wegen Schulterproblemen beenden.

### Trainerlaufbahn
Drei Jahre nach seinem Karriereende schlug Beddoes eine Trainerlaufbahn ein. Beim DEL-Klub Iserlohn Roosters trat er zur Saison 2005/06 seinen ersten Co-Trainer-Posten an. Den dortigen Cheftrainer Doug Mason begleitete er auch ein Jahr später zu den Kölner Haien. Nachdem Mason am 22. September 2008 entlassen worden war, übernahm Beddoes den Posten des Cheftrainers, wurde jedoch von der Vereinsleitung am 2. Dezember 2008 als Reaktion auf die andauernde Krise des Teams ebenfalls entlassen. Zu Beginn der Saison 2009/10 wurde er Co-Trainer bei den Frankfurt Lions, bis diese ein Jahr später den Spielbetrieb einstellen mussten. Im Jahr 2011 kehrte er nach Frankfurt zurück und übernahm das als Löwen Frankfurt nun in der Oberliga spielende Nachfolgeteam der Lions für ein Jahr als Cheftrainer.
Auf viele Jahre in unterschiedlichen Positionen im deutschen Eishockey folgte ab 2012 eine mehrjährige Episode in Italien, die nur von einer Saison als Trainer für Spielerentwicklung bei den Red Deer Rebels in der Western Hockey League (WHL) unterbrochen wurde: Beddoes wurde zur Saison 2012/13 wurde von der SG Cortina als Cheftrainer verpflichtet. Er blieb dort bis 2014. Im April 2015 wurde er als neuer Cheftrainer von WSV Sterzing vorgestellt, bei dem er seine Spielerlaufbahn beendet hatte. Parallel betreute er die italienische Nationalmannschaft ab 2015 bereits als Assistenztrainer und rückte im Sommer 2017 auf den Posten als Headcoach. Diesen Posten behielt er auch, als er zur Saison 2017/18 neuer Co-Trainer des ERC Ingolstadt in der DEL wurde und als er von März 2019 bis Januar 2020 Cheftrainer des HC Bozen war. Im Laufe der Saison 2019/20 endete seine Zeit als Nationaltrainer.
Nach einem Jahr Pause war Beddoes in der Saison 2021/22 wieder im Eishockeygeschäft tätig: Er wurde Assistenztrainer des chinesischen Klubs Kunlun Red Star, der in der Kontinentalen Hockey-Liga antrat. Zugleich war er für verschiedene Mannschaften des chinesischen Eishockeyverbandes tätig, unter anderem begleitete er die A-Nationalmannschaft als Co-Trainer zu den im eigenen Land ausgetragenen Olympischen Winterspielen 2022.
Seit 2023 ist Beddoes Assistenztrainer bei den Red Deer Rebels, für die er bereits von 2014 bis 2015 tätig gewesen war.

## Erfolge und Auszeichnungen
| - 1991 Meister der Central Collegiate Hockey Association (CCHA) mit der Lake Superior State University - 1991 CCHA Most Valuable Player - 1991 CCHA All-Rookie Team - 1992 Meister der CCHA mit der Lake Superior State University - 1992 Meister der National Collegiate Athletic Association (NCAA) mit der Lake Superior State University - 1992 Spengler-Cup-Gewinn mit dem Team Canada | - 1993 Meister der CCHA mit der Lake Superior State University - 1994 Meister der NCAA mit der Lake Superior State University - 1994 NCAA All-Tournament Team - 1994 NCAA West All-American Team - 1994 CCHA Second All-Star Team - 2018 Aufstieg in die Top-Division bei der Weltmeisterschaft der Division I mit der italienischen Nationalmannschaft (als Trainer) |

## Karrierestatistik
(Legende zur Spielerstatistik: Sp oder GP = absolvierte Spiele; T oder G = erzielte Tore; V oder A = erzielte Assists; Pkt oder Pts = erzielte Scorerpunkte; SM oder PIM = erhaltene Strafminuten; +/− = Plus/Minus-Bilanz; PP = erzielte Überzahltore; SH = erzielte Unterzahltore; GW = erzielte Siegtore; 1 Play-downs/Relegation; Kursiv: Statistik nicht vollständig)